# Historiographie du fascisme
Dès la mise en place des régimes fascistes, une réflexion historique commence à se faire autour de ce phénomène politique complexe, qui n'entre pas dans les catégories politiques connues à l'époque. Dans les années 1930, sous l'impulsion des Internationales, commencent à apparaître les premières analyses des mouvements fascistes : les auteurs pionniers sont très marquées par le marxisme et proposent une lecture marquée par le paradigme de la lutte des classes, le fascisme étant présenté comme une tentative de la bourgeoisie (au sens marxiste du terme) de brimer la classe ouvrière, dans le cadre d'une contre-révolution préventive - dans un contexte marqué par la présence de l'URSS.
Dans la ligne de Hannah Arendt et de son ouvrage Les Origines du totalitarisme, se développe l' « école des totalitarismes » qui s'intéresse aux modalités du contrôle de la société par les états-partis, tant fasciste et nazi que communiste dans son acception soviétique. Dans le même temps se développe, surtout en Allemagne dans les années 1960, une historiographie qui donne à la Première Guerre mondiale un rôle essentiel dans l'émergence de ces mouvements: organisée autour des thèses de Fritz Fischer, elle propose un parallélisme entre les programmes d'expansion extérieure de la Grande Guerre et les projets d'expansion nazis. L'ouvrage La Montée en puissance et la Chute du Troisième Reich. Histoire de l’Allemagne nazie de William L. Shirer (article en anglais), qui a vécu lui-même la censure du ministère de la propagande nazi pendant les années de guerre, constitue un autre opus important de cette thématique, puisque le premier paru sur le sujet à la même époque.
L'histoire des genres s'intéresse ensuite aux fascismes. Les années 1990 voient l'école du totalitarisme remplacer le marxisme comme paradigme. Enfin, dans les années 2000, dans la lignée de George L. Mosse, historien américain, apparaît l'historiographie de la brutalisation, qui propose une lecture qui souligne aussi la continuité dans la période 1914-1945 tout en insistant sur des thèmes culturels et des archétypes communs de la période.

## Le paradigme marxiste des années 1930 aux années 1970
Le fascisme et ses épigones se sont historiquement développés durant la période qui a connu un intense essor des théories marxistes. Pour les marxistes et ceux qui se proclamaient les défenseurs de la classe ouvrière, le Fascisme est perçu comme un mode de gestion de la crise du système capitaliste, dans un contexte marquée par la révolution russe et la création de l'URSS. Dans la lignée des écrits de Lénine, le fascisme est analysé comme le mode de gestion du capitalisme dans son stade impérialiste.
La place de l'analyse des Internationales (anarchiste, socialiste, communiste ou Trotskiste) dans les premiers essais de nature historique sur l'histoire du fascisme
Angelo Tasca, Naissance du fascisme, 1938 : premier ouvrage historique sur le fascisme
Le règne des paradigmes marxistes jusque dans les années 1970

### Les thèmes de prédilection de ces historiens
Ces historiens s'intéressent aux structures lourdes de la société plutôt qu'aux changements apparents. La place de certaines sources: Le fascisme comme moyen de gestion du capitalisme dans sa phase impérialiste.

## La controverse Fischer : une relecture allemande radicale du nazisme à l'aune de la Première guerre mondiale

### Les thèses de Fischer
En 1961, Fritz Fischer, historien moderniste, publie un ouvrage sur la Grande Guerre. À partir des archives diplomatiques et des comptes rendus des réunions de l'état-major général allemand pendant la Première Guerre mondiale. Il y développe l'idée que le Reich poursuit dès le mois de septembre 1914 des objectifs expansionnistes dans la guerre qui débute. L'idée qui prévaut dans l'ensemble de son ouvrage est la continuité des objectifs allemands dans l'ensemble de la période 1914-1945, par delà les détails de l'évolution de la guerre.

Il développe l'idée que l'ensemble des partis politiques allemands, à quelques exceptions près, a soutenu les objectifs expansionnistes allemands. Cependant, il semble ne pas prendre en compte l'évolution des objectifs allemands, qui en 1914, sont résumés dans le Programme de Septembre du chancelier Bethmann-Hollweg et la vision de leur réalisation dans l'Est de l'Europe en 1917-1918

### La controverse
Ficher dans ses ouvrages remet en cause l'historiographie, alors dominante en Allemagne fédérale, de la responsabilité des Alliés dans l'accession du nazisme au pouvoir. Pour les tenants de cette historiographie, les conditions imposées au Reich en 1919 sont la principale cause de la montée du nazisme.

Un autre élément de la controverse est lié à la place qu'assigne Fischer à la politique allemande dans le développement des idées bolcheviques en Russie et dans la Révolution d'Octobre; ces analyses se développent alors que les historiens allemands des années 1950 analysaient l'opération Barbarossa comme une des causes directes de la partition allemande.

### ses conséquences sur les thèses de Fischer
En 1965, Fischer commence à s'intéresser sur la période précédente, avant 1914. 

À partir de ce moment, il développe aussi l'idée des objectifs intérieurs qui étaient assignés à la guerre par les classes dirigeantes allemandes, à un moment où une forte pression interne s'exerçait à la fois sur la bourgeoisie et sur le gouvernement.

### Historiographie du fascisme
- Marie-Anne Matard-Bonucci : Fascisme italien: débats, historiographie et nouveaux questionnements in Revue d'histoire moderne et contemporaine, Belin Éditeur, 2008  (ISBN 2701147840),  (ISBN 9782701147840).
- Angelo Tasca et Charles-André Julien (avant-propos) (trad. Valeria Tasca, préf. Ignazio Silone), Naissance du fascisme : l'Italie de l'armistice à la marche sur Rome, Paris, Gallimard, coll. « Tel » (no 325), 2004, 501 p. (ISBN 978-2-07-076419-8, OCLC 419820250)

### Historiographie du nazisme
- Édouard Husson, Comprendre Hitler et la Shoah. Les Historiens de la République Fédérale d'Allemagne et l'identité allemande depuis 1949, Paris, Presses universitaires de France, 2001, 415 p. (ISBN 978-2-13-050301-9, OCLC 917038764)